# Avenida Mapocho
La Avenida Mapocho es una arteria vial en el sector norponiente de la ciudad de Santiago, Chile. Debe su nombre al río que va en forma paralela. Se extiende en dirección este-oeste, uniendo las comunas de Santiago, Quinta Normal y Cerro Navia, desde la Avenida Manuel Rodríguez hasta la calle Río Boroa.

## Recorrido
Simplemente conocida como Mapocho, antiguamente corría a su lado el Canal Zapata para regar las chacras de la zona.
Actualmente, en su trayecto pasa por el Gimnasio Municipal Julio Martínez de Cerro Navia. En su bandejón o separador central, entre la Avenida Huelén y Río Boroa, se ubica el Parque Javiera Carrera.
En Avenida Mapocho con Avenida Huelén se encuentra el nuevo Hospital Clínico Félix Bulnes.
Entre las Calles Santos Medel y Araucanía se encuentra Endesa (Transelec) Subestación Cerro Navia. Además, casi llegando a Avenida Neptuno se encuentra el Parque El Cerro, y en su intersección con Coronel Robles, el centro económico de la comuna de Quinta Normal, el Barrio Tropezón, donde se concentra un variado comercio local y varias sucursales de bancos. En este mismo sector se une a la Avenida José Joaquín Pérez, donde pasa a ser una avenida de alta demanda.
Es una vía troncal importante para Transantiago, adjudicada vía licitación a Buses Metropolitana S.A, operador del Troncal 5.

## Futuro
En un futuro podría ser remodelada en marco de las obras urbanas del plan Transantiago, convirtiéndola en una avenida de alto estándar y extendiéndola para conectar el Aeropuerto Internacional Arturo Merino Benítez con Santiago Centro para descongestionar la Alameda y Avenida San Pablo.
Se espera que para el año 2028, en esta avenida se inauguren 6 estaciones de la Línea 7 del Metro de Santiago.